# ملت ناواهو
ملت ناواهو (به انگلیسی: Navajo Nation; ناواهو: (به ناواهو Naabeehó Bináhásdzo)) یک قلمروی شبه-خودمختار تحت کنترل سرخ‌پوستان آمریکایی است که مساحتی معادل ۲۷٬۴۲۵ مایل مربع (۷۱٬۰۰۰ کیلومتر مربع) دارد، و در بخش‌هایی از شمال شرقی آریزونا، جنوب شرقی یوتا، و شمال غربی نیومکزیکو در ایالات متحدهٔ آمریکا واقع شده‌است. این منطقه بزرگترین مساحت سرزمینی در کنترل یک قبیلهٔ آمریکایی است و از طریق توافق‌هایی با کنگره ایالات متحده آمریکا به عنوان یک ملت سرخپوست دارای حاکمیت اداره می‌شود.
ملت ناواهو یکی از بزرگترین دولت‌های قبیله‌ای قبیله‌های سرخپوست آمریکای شمالیست. نهادهای آن شامل یک نظام قضایی، یک مجلس قانونگذاری، یک مقام اجرایی و یک ابزار بزرگ اجرای قانون و خدمات اجتماعی، خدمات سلامتی، کالج دینه، و دیگر نهادهای محلی آموزشیست.

## خصوصیات
ملت ناواهو ۷۱٬۰۰۰ کیلومترمربع مساحت و ۳۰۰٬۰۴۸ نفر جمعیت دارد.